# Fritzlar

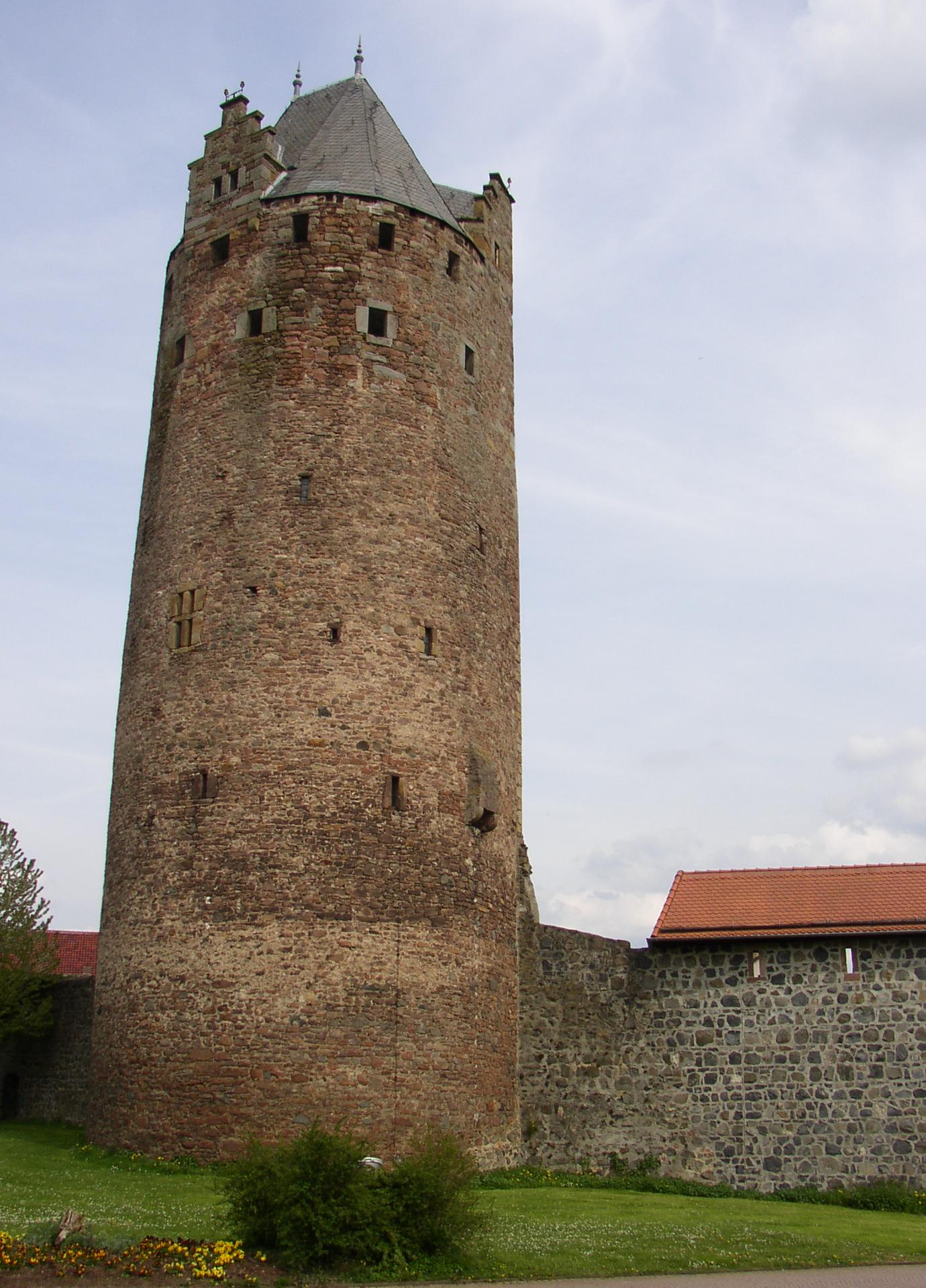
Torre Gris (Grauer Turm)

Fritzlar (pronunciación en alemán: /ˈfʁɪt͡slaʁ/ⓘ) es una ciudad alemana situada en el estado de Hesse, Alemania. Tiene una población estimada, a fines de 2021, de 14 780 habitantes.
La ciudad tiene un centro medieval rodeado por una muralla con numerosas torres de vigilancia. Desde la Torre Gris, una de las torres de defensa urbana más altas de Alemania, hay una gran vista de la ciudad y sus alrededores.
En el corazón de las fortificaciones de la ciudad se encuentra la histórica plaza del mercado. En el casco antiguo, casi sin tráfico, pueden encontrarse pequeñas tiendas y boutiques muy acogedoras, así como numerosos cafés y restaurantes.

## Historia
La fundación del pueblo de Fritzlar se remonta a la obra de san Bonifacio, misionero anglosajón que en 724 construyó una capilla dedicada a San Pedro y fundó un monasterio benedictino. El asentamiento de Fritzlar se desarrolló en torno a este origen eclesiástico.
Por encontrarse en una encrucijada de importantes caminos medievales, la ciudad pasó a ser el centro de la política imperial hasta el siglo XI.
Desde la segunda mitad del siglo XI hasta 1803 fue propiedad del Arzobispado de Maguncia.
La ciudad sobrevivió a la Segunda Guerra Mundial sin sufrir daños. En el período de la posguerra, Fritzlar ha crecido mucho más allá de su centro histórico.